# Ouanaminthe

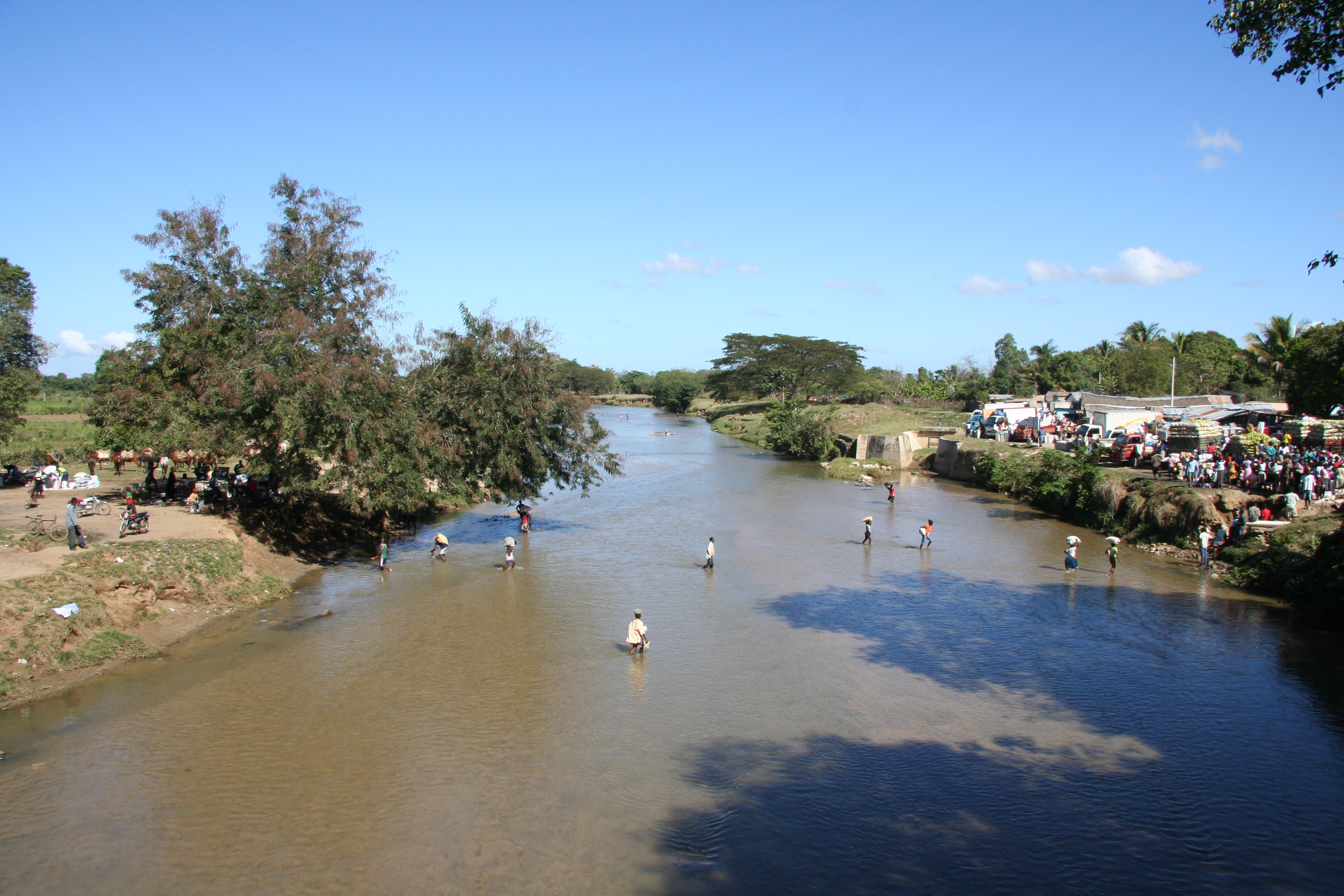
Gränsen mellan Haiti och Dominikanska republiken.

Ouanaminthe är en stad i kommunen Ouanaminthe i departementet Nord-Est i Haiti, och beräknades ha 58 250 invånare 2009. Staden är en gränsstad mot Dominikanska republiken och utgör bitvis en ekonomisk frizon. En av de fyra huvudvägarna mellan Haiti och Dominikanska republiken passerar staden.